# Rheinbrücke Leverkusen
Die Rheinbrücke Leverkusen ist die Überführung der A 1 und damit des nördlichen Kölner Autobahnrings über den Rhein.
Die Brücke von 1965 musste rückgebaut werden, weil sich 2012 zeigte, dass sie dem auf das Dreifache angestiegenen Verkehr nicht mehr gewachsen war. Der Ersatzneubau der Rheinbrücke und die prognostizierten zukünftigen Verkehrsstärken erfordern außerdem den Ausbau des Streckenabschnitts der A1 zwischen der Anschlussstelle Köln-Niehl und dem Autobahnkreuz Leverkusen-West auf acht durchgängige Fahrstreifen. Die Baumaßnahme wurde von Grassl Beratende Ingenieure Bauwesen geplant, die bei der Gestaltung durch Firmhofer + Günther Architekten unterstützt wurden.

## Neubau

### Konstruktion
Die Rheinquerung wird aus zwei spiegelbildlich gleichen Teilbauwerken bestehen, je eins pro Richtungsfahrbahn. Die Teilbauwerke bestehen jeweils aus einer 688,70 m langen zweihüftigen Schrägseilbrücke als Strombrücke und einer westlich anschließenden 376,95 m langen Vorlandbrücke, insgesamt also einem 1065,65 m langen Bauwerk. Im Endzustand werden sie jeweils vier durchgehende Fahrstreifen und zwei Fahrstreifen für die Ein- und Ausfahrten auf beiden Rheinseiten sowie einen Standstreifen und einen durch transparente Lärmschutzwände abgetrennten, 3,50 m breiten Geh- und Radweg haben.
Die erste Brücke wurde am 4. Februar 2024 dem Verkehr übergeben. Über sie wird bis zur Fertigstellung der zweiten Brücke der gesamte Verkehr ohne Tonnagebeschränkung auf je drei verengten Spuren abgewickelt.
Die Brückenhälften der Strombrücke wurden von beiden Seiten im Freivorbau auf die Flussmitte hin gebaut, indem per Schiff angelieferte vorgefertigte Segmente mit Hebezeug zur Einbaustelle gehoben und dort verschweißt wurden. Am 5. September 2023 wurden die letzten beiden Teile der ersten Brückenhälfte eingesetzt. Am 4. Februar 2024 wurde das erste Teilbauwerk für den Verkehr freigegeben, der zweite Abschnitt soll 2027 in Betrieb genommen werden.

#### Technische Einzelheiten
Die 34,10 m breite Strombrücke wurde als zweihüftige Schrägseilbrücke gebaut. Vom östlichen Ufer aus gesehen betragen die Stützweiten der Strombrücke 60 + 2×74 + 280 + 2×74 + 52,70 m und die der im Westen anschließenden Vorlandbrücke 51,45 + 4×68,00 + 53,50 m.
Ihre beiden A-förmigen Pylone stehen jeweils auf zwei Stahlbetonpfeilern, die auf 40 m tiefen Bohrpfählen und Pfahlkopfplatten gegründet und mit einem breiten Kolkschutz umgeben sind. Die Pylone selbst bestehen aus zwei stählernen Stielen mit einem Hohlquerschnitt aus einem ungleichseitigen Hexagon und einem geneigten Querriegel an den Pylonköpfen. Ihre Höhe über der Fahrbahn beträgt 57 m. Zu Inspektionszwecken befinden sich in ihren Inneren Treppen und ein Aufzug. In der oberen Hälfte der Pylonstiele sind an beiden Seiten jeweils acht Schrägseile verankert. Die oberen vier haben einen Durchmesser von 164 mm, die unteren von 120 mm. Am Fahrbahnträger sind sie außen in seitlichen Konsolen verankert.
Der konstant 3,80 m hohe Fahrbahnträger ist im großen Stromfeld und in einem Bereich bis zu 14,60 m beidseits der beiden Pylone in Stahlbauweise erstellt, jenseits davon besteht er aus einer Verbundkonstruktion. Im Bereich des Stromfeldes besteht er aus einer orthotropen Platte mit zwei außenliegenden Hohlkästen und einem mittigen Längsträger sowie einer Reihe von Querträgern, die bei den Seilverankerungen gevoutet sind und deren Höhe von 2,50 m in Brückenmitte auf 3,80 m an den gleichhohen Hohlkästen zunimmt. Die Hohlkästen haben einen fünfeckigen Querschnitt mit einer maximalen Breite von 6,00 m. Im Bereich der Seilverankerungen sind sie durch Querschotte mit Durchstiegen versteift.
Die restlichen Bereiche der Strombrücke und die im Westen anschließende Vorlandbrücke sind eine Verbundkonstruktion aus einer Stahlplatte mit einer 35 cm starken Stahlbetonfahrbahnplatte sowie Spannbeton-Hohlkästen mit den gleichen Abmessungen wie im Stromfeld.

### Planfeststellungsbeschluss 2016 und Baubeginn
Mit dem Sechsten Gesetz zur Änderung des Bundesfernstraßengesetzes wurden im Jahr 2015 zwecks Baubeschleunigung Klagen gegen die Planfeststellung auf das Bundesverwaltungsgericht beschränkt. Der Bund stellt für die Brücke 740 Millionen Euro bereit.

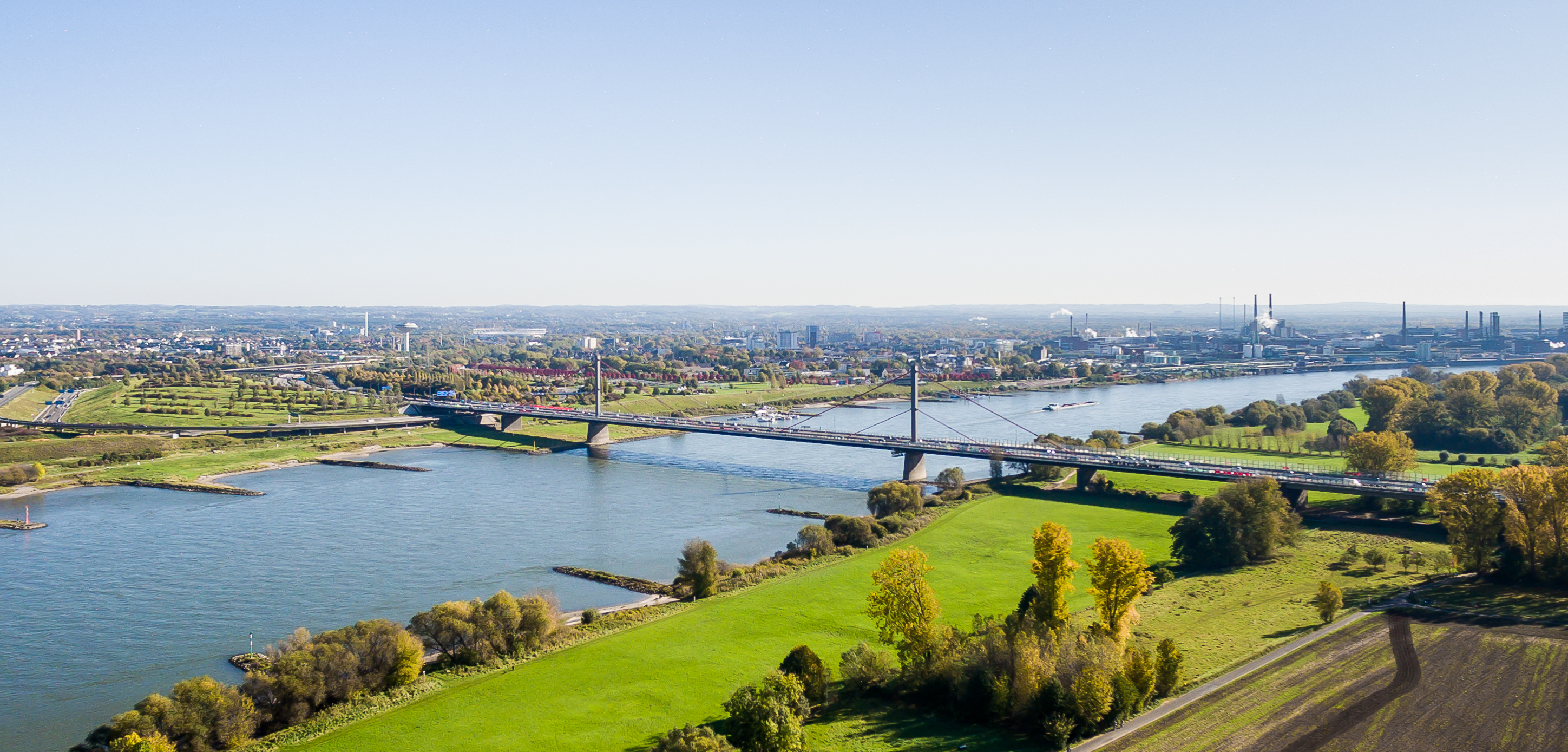
Luftaufnahme der alten Rheinbrücke Leverkusen von Kölner Seite aus aufgenommen, 2017. Links der Brücke wurde der erste Brückenneubau errichtet. Ganz links, am anderen Rheinufer, ist die Altablagerung Dhünnaue zu sehen, die geöffnet werden musste.

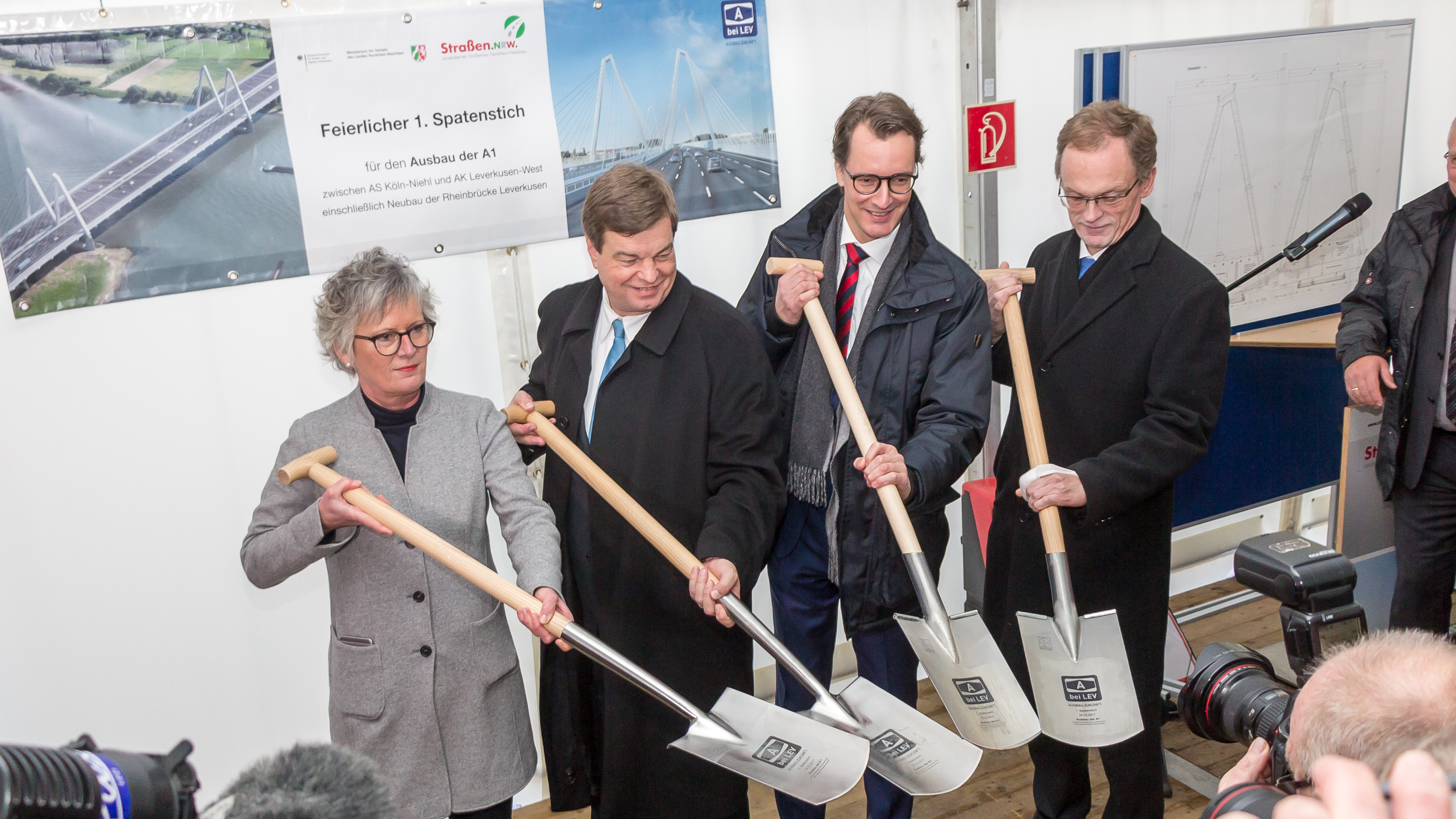
Symbolischer 1. Spatenstich im Dezember 2017

Am 10. November 2016 hat die Bezirksregierung Köln den Planfeststellungsbeschluss für die neue Leverkusener Rheinbrücke erlassen. Die Bestandsbrücke soll an gleicher Stelle durch zwei parallele Brückenbauwerke mit je fünf Fahrstreifen, einem Standstreifen und gesonderten Rad/Fußwegen an den jeweiligen Außenseiten ersetzt werden.
Das erste Teilbauwerk entstand nördlich direkt neben der alten Brücke. Seit dem 4. Februar 2024 wird der Verkehr beider Richtungsfahrbahnen über dieses geleitet. Danach wird die alte Rheinbrücke abgebrochen und das zweite Teilbauwerk errichtet.
Am 24. November 2016 folgte die öffentliche Auslegung, die 14 Tage dauerte. Gegen den Neubau hatte u. a. die Bürgerinitiative NGL – Netzwerk gegen Lärm, Feinstaub und andere schädliche Immissionen e. V. (NGL) geklagt. Die beiden anhängigen Klagen wurden durch das Bundesverwaltungsgericht am 11. Oktober 2017 abgewiesen.

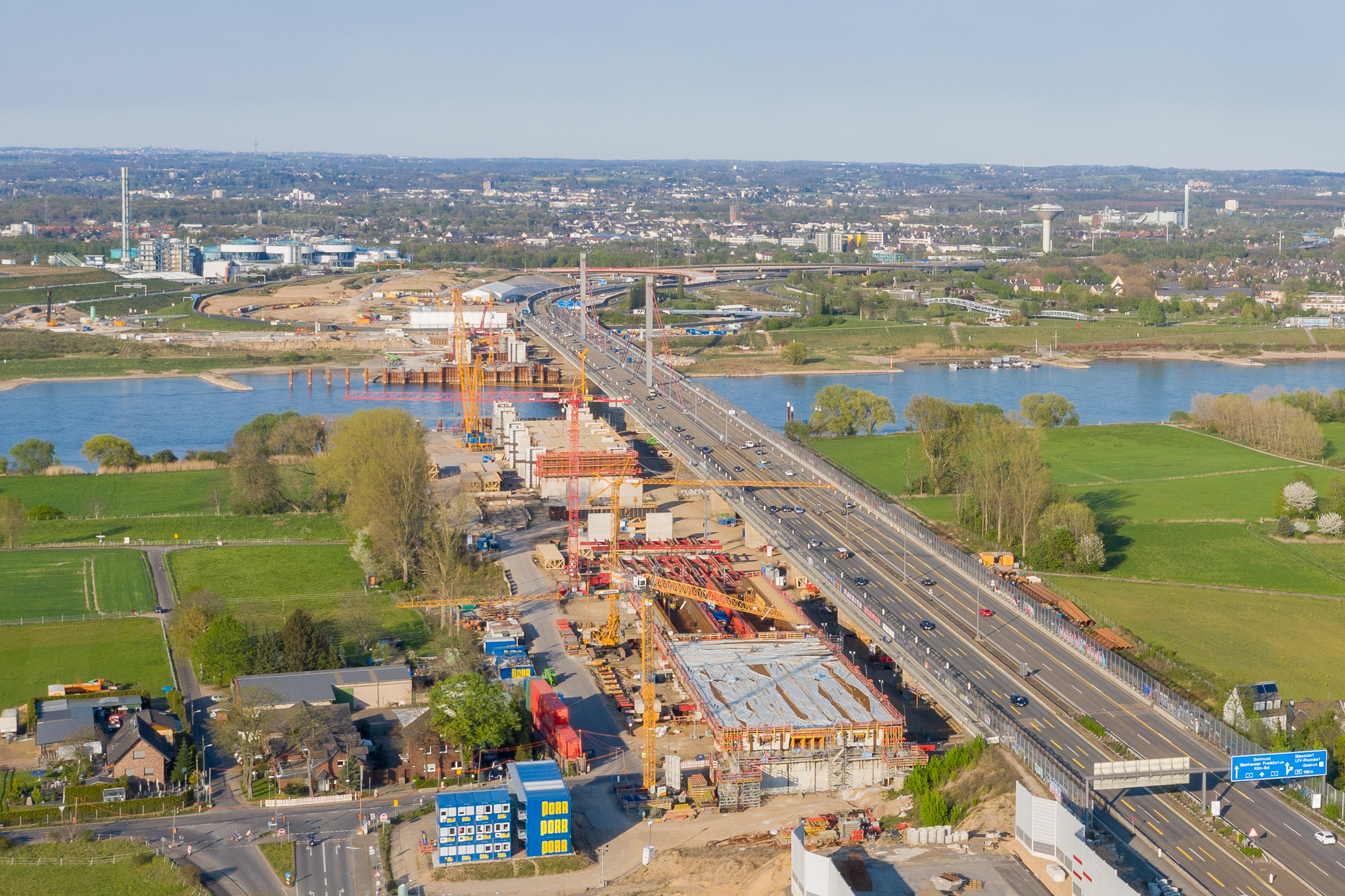
Bau der linksrheinischen Vorlandbrücke (April 2020)

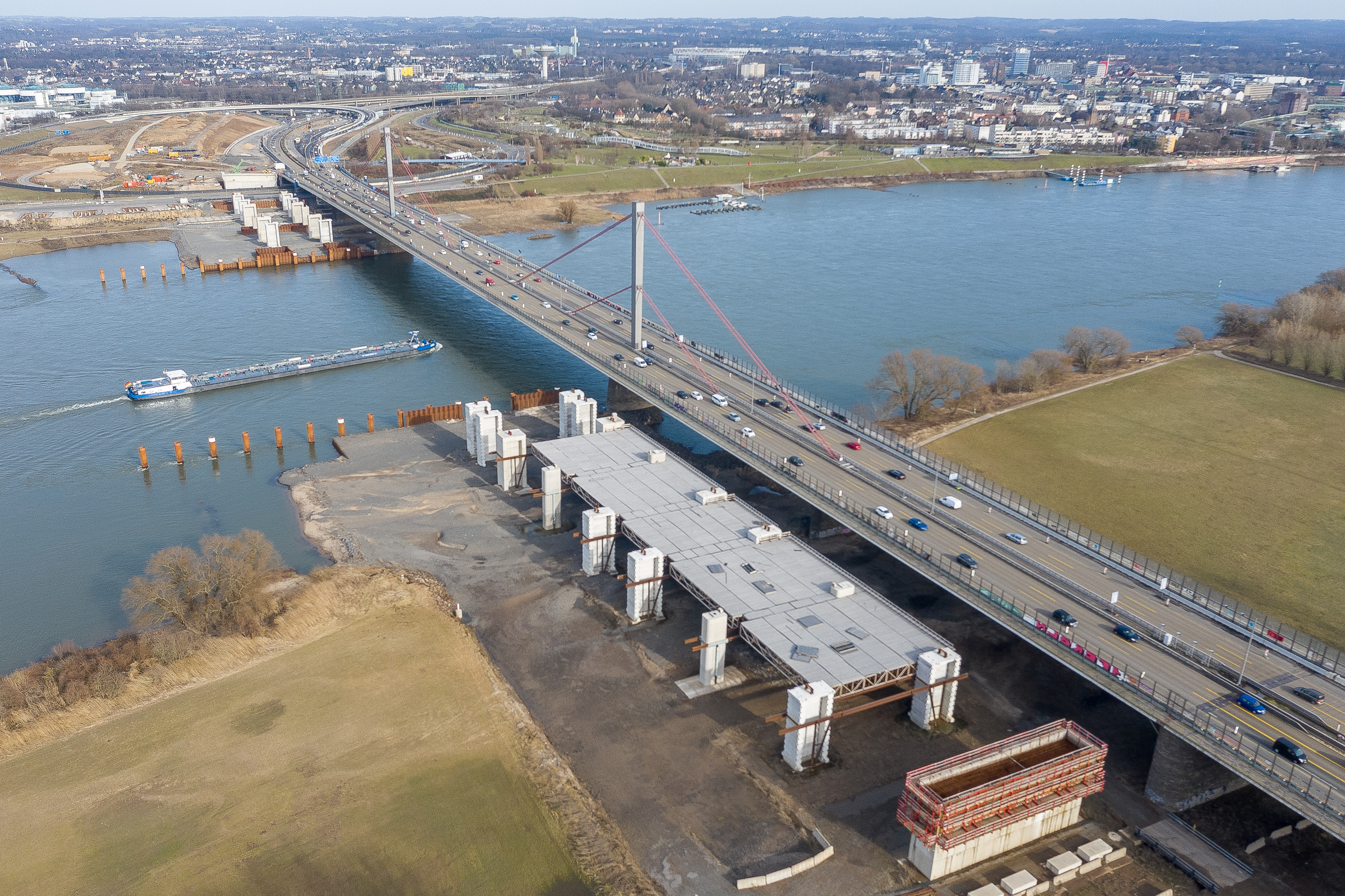
Rheinbrücke Leverkusen und Neubau (links) während des Baustopps im Februar 2021, Blick in Richtung Leverkusen

Am 14. Dezember 2017 erfolgte offiziell der erste Spatenstich für den Bau der Brücke.
Mit dem Neubau der Rheinbrücke in zwei getrennten Teilbauwerken, Abbruch des Bestandsbauwerks, Abbruch und Neubau der Rampe K3 wurde der
österreichische Baukonzern Porr für 362 Mio. Euro netto beauftragt.

### Mängel bei der Bauausführung und Neuausschreibung 2020
Im April 2020 wurden in der Öffentlichkeit Mängel an Stahlbauteilen der Brücke, die Porr in China hatte anfertigen lassen, bekannt, bevor diese verbaut wurden; auf Seiten des Landesbetriebs Straßenbau waren die Mängel bereits seit 2019 Gesprächsthema mit der Generalunternehmerin Porr. Es blieb zunächst unklar, ob die Mängel vor dem Einbau in Deutschland behoben werden können oder ob eine Neuanfertigung notwendig wäre, wodurch sich die Fertigstellung um mehr als ein Jahr verzögern könnte.
Da über die festgestellten Mängel und deren Beseitigung keine Einigung erzielt werden konnte, kündigte Straßen.NRW den Auftrag mit Porr im April 2020 mit sofortiger Wirkung, es sollte schnell eine Neuausschreibung des Projektes erfolgen. Damit verzögerte sich die Fertigstellung der ersten (Teil-)Brücke bis ins Jahr 2024. Ob zudem beim nachfolgenden Abriss der Bestandsbrücke aufgrund von – nach Angaben von Porr – angeblich verbautem Asbest und PCB mit weiteren Verzögerungen des Gesamtprojektes zu rechnen sein wird, ist noch nicht absehbar.
Im Januar 2021 meldete Die Autobahn GmbH des Bundes (die seit Beginn 2021 zuständig ist), dass der Bauauftrag an eine Bietergemeinschaft um die Unternehmen SEH Engineering, Hochtief und Max Bögl für 216 Millionen Euro brutto neu vergeben wurde. Der Auftrag umfasste die Fertigstellung des begonnenen Brückenteils bis Ende 2023.[veraltet] Im März 2021 wurden die Bauarbeiten wieder aufgenommen.
Im September 2023 trafen sich die von beiden Ufern aus vorgebauten Hälften des Fahrbahnträgers über dem Rhein und das letzte Stück wurde in der Lücke eingeschweißt.
Im Juli 2023 wurde der Auftrag zum Bau des zweiten Teilbauwerks an eine Bietergemeinschaft bestehend aus den Firmen SEH Engineering, Hochtief Infrastructure, Plauen Stahl Technologie, Max Bögl und ZSB Zwickauer Sonderstahlbau vergeben. Der Auftragswert beträgt rund 426 Millionen Euro.

### Wiedereröffnung für LKW-Verkehr
Am 19. Januar 2024 gegen 21 Uhr wurde die alte Brücke für den Verkehr gesperrt. In den folgenden rund zwei Wochen wurden die Schrankenanlagen abgebaut und die Verkehrsführung auf den ersten Teil des neuen Bauwerks umgelegt.

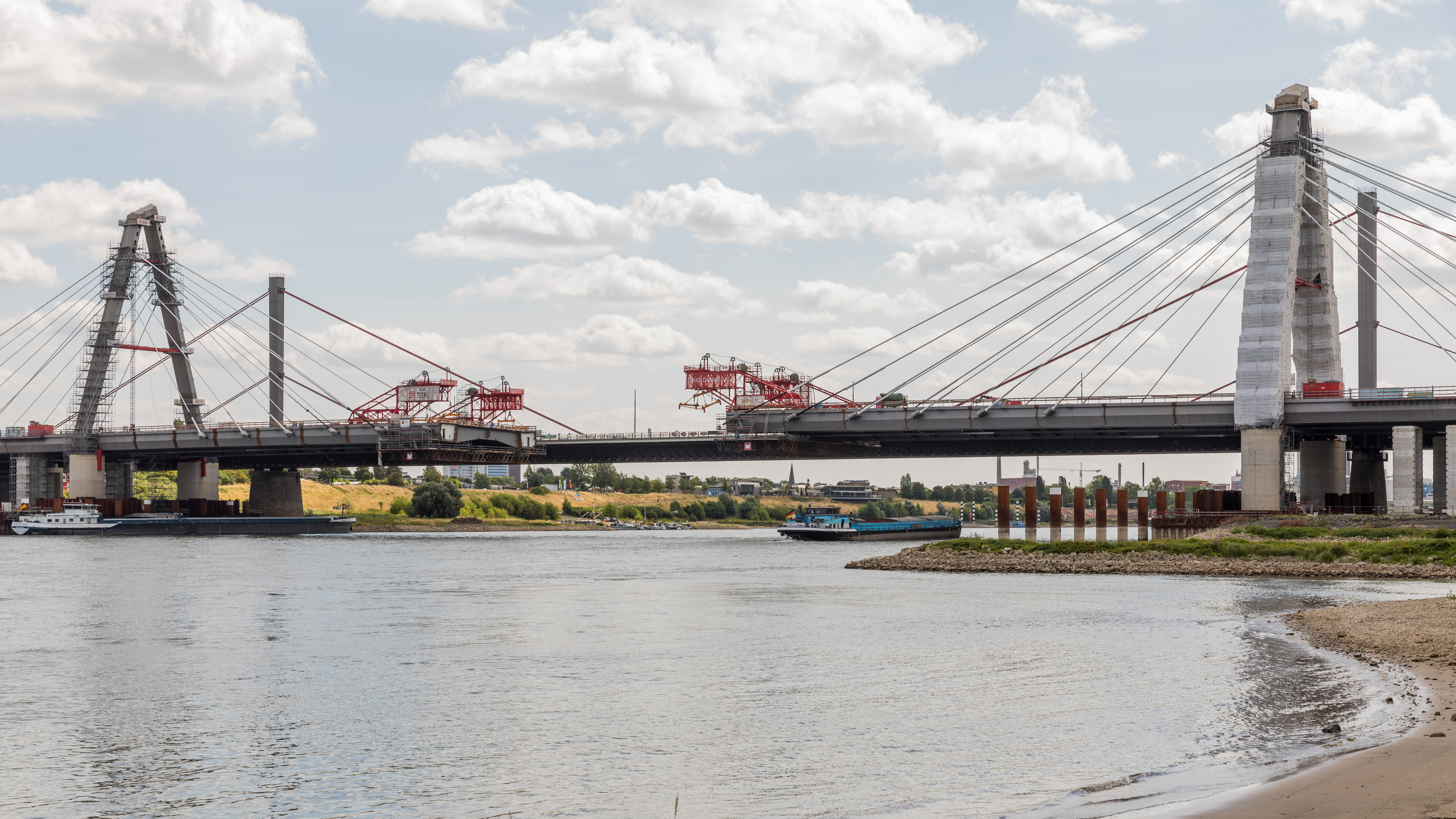
Baufortschritt der Rheinbrücke Leverkusen am 16. Juli 2023 (Sicht von der Kölner Rheinseite) mit den beiden Pylonen und auskragenden Fahrbahnplatten mit noch deutlicher Lücke

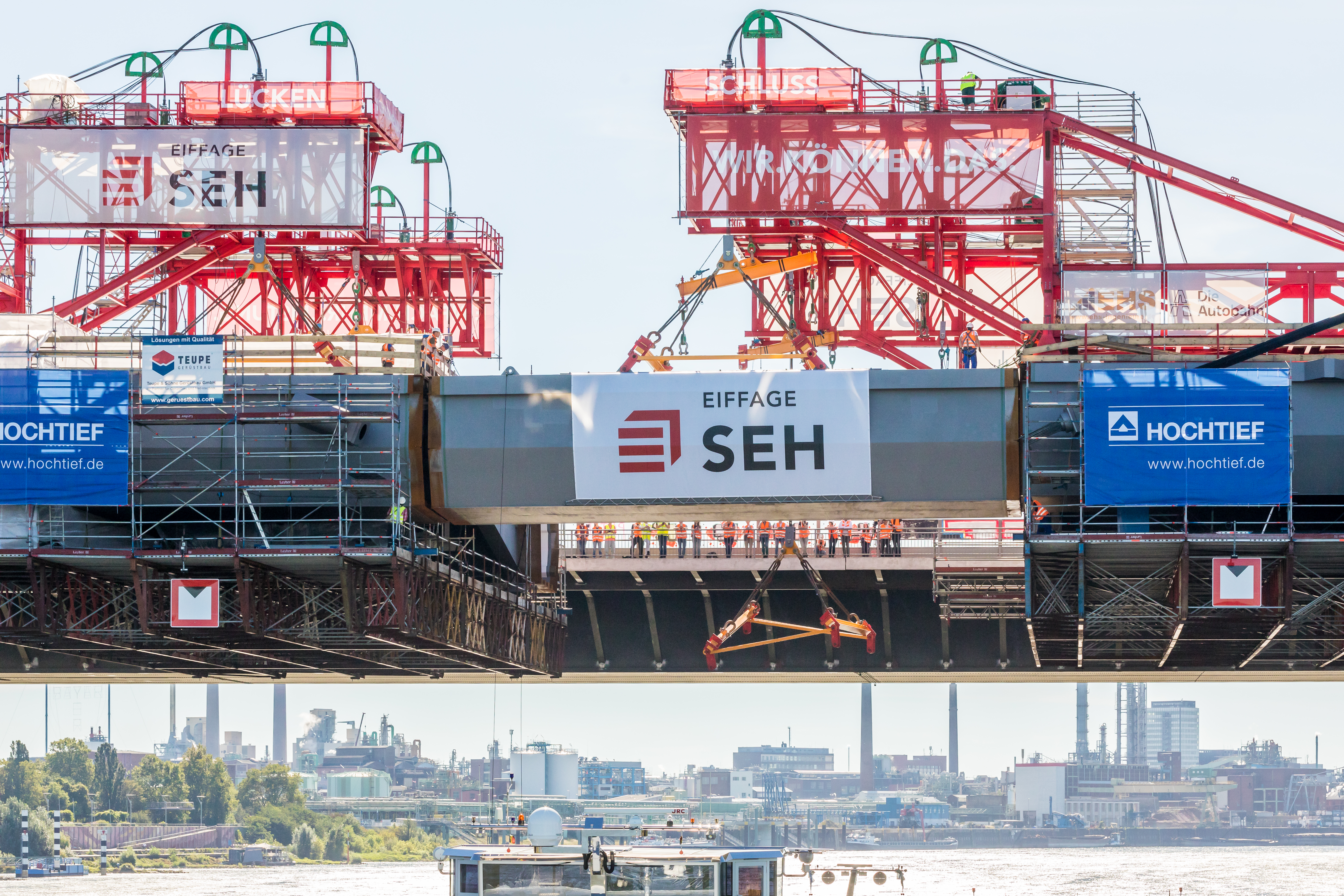
Am 5. September 2023 wurde durch Einheben des letzten Stahlbauteils der Lückenschluss des nordwestlichen Teilbauwerkes der Leverkusener Rheinbrücke vollzogen.

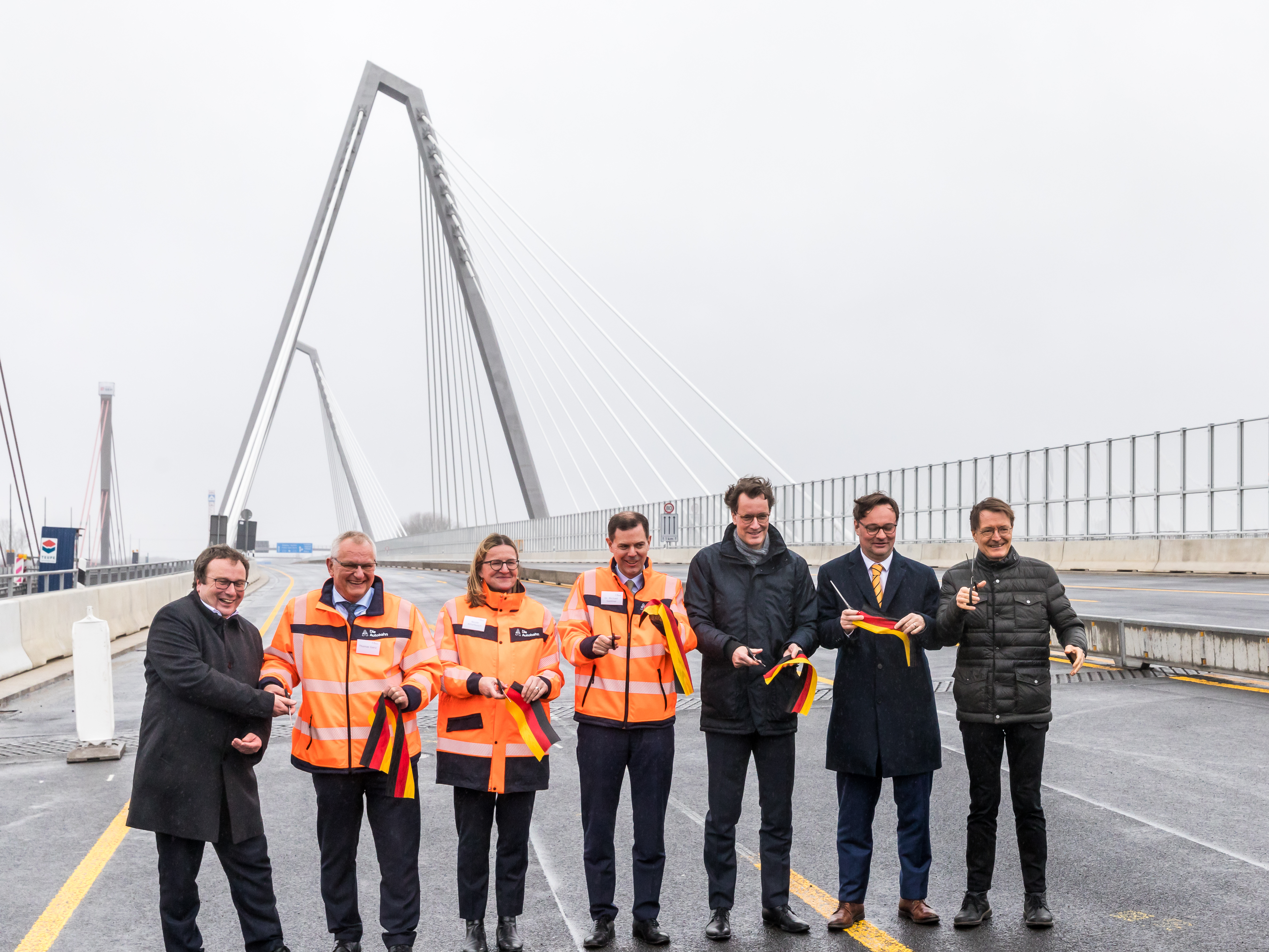
Wiedereröffnung der neuen Rheinbrücke Leverkusen (erstes Teilstück) am 4. Februar 2024. Von links nach rechts im Bild: Oliver Krischer, Thomas Ganz (Leiter der Autobahn GmbH, Niederlassung Rheinland), Nicole Ritterbusch (Leiterin Rheinbrücken der Autobahn GmbH, Niederlassung Rheinland), Michael Güntner, Hendrik Wüst, Oliver Luksic und Karl Lauterbach

Am Nachmittag des 4. Februar 2024 folgte die Freigabe für den Verkehr. Um 13 Uhr feierten Politiker auf der Brücke die Wiedereröffnung. Gegen 15:30 Uhr fuhren die ersten Autos über die Brücke. Mit Ablauf des Sonntagsfahrverbots um 22 Uhr querten auch die ersten LKW wieder bei Leverkusen den Rhein. Anschließend wird die alte Brücke abgebrochen und das zweite Teilbauwerk errichtet. Bis zur Fertigstellung wird der Verkehr auf schmaleren Fahrstreifen durch die Baustelle geführt.

### Eisschlag bei Schneefall
Ab dem 9. Januar 2025 bildeten sich nach Schneefall Eisplatten auf den abgeschrägten Pylonen, die sich lösten und auf die Fahrbahn stürzten. Dies führte zu Beschädigung mehrerer Fahrzeuge und zu einer mehrstündigen Vollsperrung der Brücke am Folgetag. Da dies beim ersten Schneefall auf die Brücke geschah, wurde sie in der Presse als „Fehlkonstruktion“ bezeichnet.

## Die Brücke von 1965

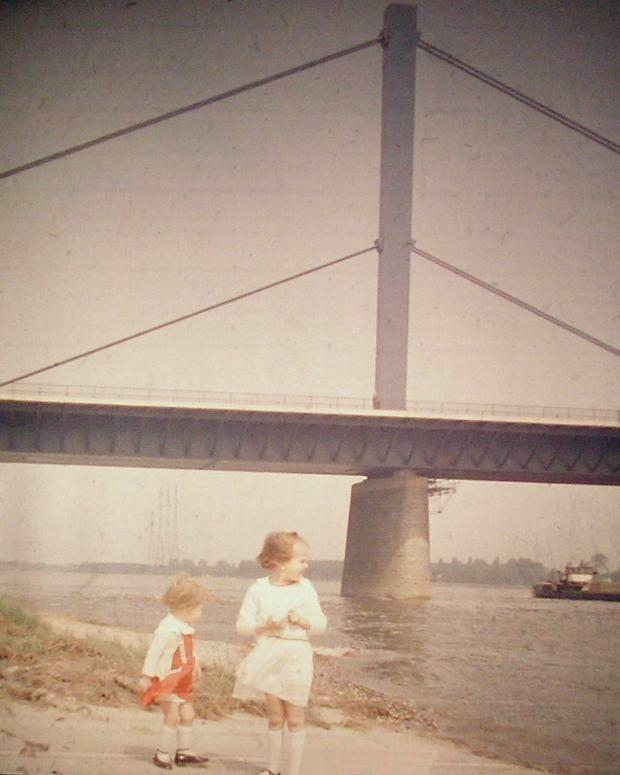
Brücke vor Freigabe 1965

Im September 1959 erfolgte die erste Ausschreibung für eine vierstreifige Autobahnbrücke mit einer Hauptöffnung von 280 m und der am Rhein üblichen lichten Höhe von 9,10 m über HSW. Im März 1960 wurden Angebote für verschiedene Schrägseilbrücken, aber auch stählerne Balkenbrücken mit gevouteten Vollwandträgern eingereicht.
Wegen geänderter Grundlagen musste eine zweite Ausschreibung durchgeführt werden, die eine geänderte Straßenverkehrsplanung berücksichtigte und im Hinblick auf Hochwasser und Eisgang vergrößerte Öffnungen der Vorlandbrücken vorsah. Erfolgreicher Bieter war eine ARGE der Firmen Aug. Klönne, MAN Werk Gustavsburg, Hein Lehmann AG, Krupp Maschinen- und Stahlbau Rheinhausen und Stahlbau Humboldt AG mit einem von den Bauingenieuren H. Schumann und Hellmut Homberg erstellten Entwurf. Sie war nach der ebenfalls von Homberg geplanten und 1963 eröffneten Norderelbbrücke über die Norderelbe die zweite Schrägseilbrücke zur Überführung von Autobahnen.
Das ab 1962 errichtete und am 5. Juli 1965 eröffnete, rund 1061 m lange Brückenbauwerk war für eine vierstreifige Autobahn mit beidseitigen Standstreifen, einem Rad- und Mopedweg auf der nördlichen und einem etwas schmaleren Gehweg auf der südlichen Seite konzipiert. Die Brückenachse verläuft gerade bis 147,08 m vor dem Leverkusener Widerlager, wo eine Klothoide eine Rechtskurve einleitet. In diesem Bereich wird auch die Fahrbahn für die hier beginnenden Zu- und Abfahrten aufgeweitet.
Das insgesamt rund 1061 m lange Bauwerk besteht aus der linksrheinischen, 372 m langen, sechsfeldrigen Vorlandbrücke aus Spannbeton und der stählernen Schrägseilbrücke über dem Rhein. Die Schrägseilbrücke ist 687,32 m lang und hat fünf Öffnungen mit Spannweiten von 97,40 + 106,26 + 280,00 + 106,26 + 97,40 m. Ihr über die fünf Felder durchlaufendes Tragsystem besteht aus einem zweizelligen, 14 m breiten Hohlkasten, über dem der 37,80 m breite Fahrbahnträger aus einer orthotropen Platte weit auskragt. Seitlich des Hohlkastens werden je 8,05 m breite Streifen mit Schrägstreben gegen die untere Kante des Hohlkastens abgestützt. Der 4,10 m breite Rad- und Mopedweg sowie der 3,60 m breite Gehweg sind freitragend angebaut. Die Bauhöhe des Hohlkastens beträgt durchgehend 4,20 m, verringert sich aber im Bereich der äußersten rechtsrheinischen Öffnung linear auf 3,29 m, um die erst später gebaute Durchführung der heutigen A 59 zur Rheinallee zu ermöglichen. Im Bereich der Seilverankerungen sind die Hohlkästen durch Querscheiben versteift, sonst durch Fachwerkstreben.

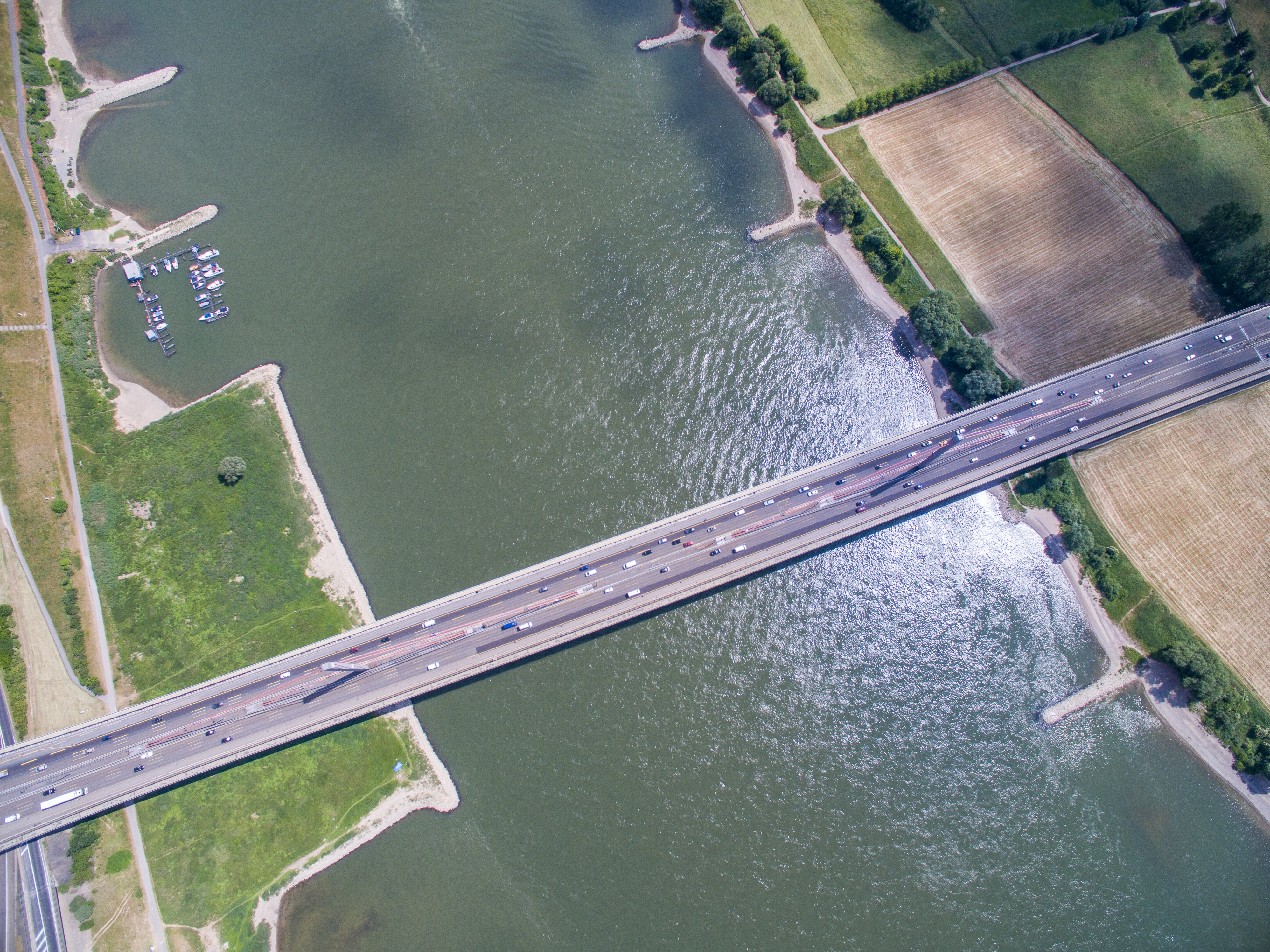
Die Rheinbrücke in Leverkusen aus der Vogelperspektive

Die beiden Pylone der Brücke bestehen aus einzelnen stählernen rechteckigen Stielen mit Hohlquerschnitt, die in der Mittelachse der Brücke angeordnet sind und die Fahrbahn um 45,10 m überragen. In der Seitenansicht sind sie 3 m breit, in der Längsansicht entlang der Brückenachse verbreitern sie sich keilförmig von 1,80 m in Höhe der Fahrbahn auf 2,50 m an der Spitze. Damit wurde erreicht, dass der Mittelstreifen nicht breiter als 3,00 m wurde, aber in den Spitzen die Seillager untergebracht werden konnten. Die Pylonfüße sind geschweißt, die Stiele jedoch genietet. Sie sind innen über Leitern begehbar, der Zugang erfolgt vom Inneren des Hohlkastenträgers aus.
Die Pylone sind mit je zwei, insgesamt also acht Doppelkabeln mit der Mittelachse des Hohlkastens verbunden. Die Schrägseilbrücke wurde im Freivorbau erstellt.

### Spätere Änderungen
Die Rheinbrücke Leverkusen war für 40.000 Kfz pro Tag konzipiert worden. Die Entwicklung des Verkehrs auf den Autobahnen und dass eine neue Verbindung Kraftfahrer anziehen würde, konnte offensichtlich niemand vorhersehen. Durch diesen Anstieg und durch den Ausbau des Kölner Autobahnrings und seiner Zubringer- und Verbindungsstrecken nahm der Verkehr auf der Rheinbrücke Leverkusen auf rund 120.000 Fahrzeuge täglich zu, darunter 14.000 Lkw. In dem gleichen Zeitraum wurden die zulässigen Achslasten der Lkw von 8 t auf 10 t bzw. 11,5 t für angetriebene Einzelachsen angehoben. Wegen der Zunahme des Verkehrs wurde in den Jahren 1990 bis 1995 der Kölner Ring auf sechs Fahrstreifen ausgebaut.
Bei der Rheinbrücke Leverkusen erreichte man den Ausbau auf sechs Fahrstreifen, indem die Stand- zu Fahrstreifen umgewandelt wurden, so dass die schweren Lkw nun am äußersten Rand der noch durch Schrägstreben unterstützten Fahrbahnplatte fuhren. Die damit verbundene größere Hebelwirkung vergrößerte die Auswirkungen auf die Brücke aus den größer gewordenen Lasten des zugenommenen und schwerer gewordenen Verkehrs. Um die Fußgänger und Radfahrer vor den nun direkt neben ihnen fahrenden Lkw zu schützen, wurde auf beiden Seiten eine durchsichtige Wind-, Lärm- und Gischtschutzwand angebracht. Außerdem wurden die Richtungsfahrbahnen mit Schutzplanken und Betonschutzwänden versehen.

### Notsanierung
Da die Brücke nach über 50 Jahren durch den zunehmenden Verkehr und den Ausbau auf sechs Fahrstreifen stark überlastet war, wurde vom Land Nordrhein-Westfalen der Neubau bis zum Jahr 2025 angestrebt. Bis dahin bleibt die zulässige Höchstgeschwindigkeit auf 60 km/h begrenzt. Seit dem 30. November 2012 war die Brücke für Fahrzeuge mit einem zulässigen Gesamtgewicht von über 3,5 Tonnen aufgrund von Rissen in der Stahlkonstruktion gesperrt. Am 3. März 2013 wurde die Tonnagebeschränkung wieder aufgehoben, da eine akute Zwischensanierung erfolgreich verlaufen war. Am 16. Juni 2014 wurde die Tonnagebeschränkung wieder eingeführt, da die vorherige Zwischensanierung keinen dauerhaften Erfolg zeigte. Da weiterhin täglich unerlaubt Fahrzeuge über 3,5 Tonnen die Brücke befuhren und dies die Hauptquelle für die Schäden darstellte, wurde im Herbst 2016 für knapp 5 Mio. Euro eine Sperranlage eingerichtet. Diese verhinderte die Zufahrt auf die Brücke für Fahrzeuge über 3,5 t und breiter als 2,3 m. Dies führte zu Verkehrsproblemen vor der Brücke, da jeder falsch fahrende LKW zu einer zeitweiligen Sperrung der Autobahn führte. Durch die Verstärkung tragender Strukturen wurde die Masse der Brücke erheblich erhöht. Um dies auszugleichen, wurden die entbehrlichen Betonschutzwände entfernt.
Die Reparaturversuche zeigten, dass die alte Brücke nicht mehr zu retten war. Deshalb sollte ein Ersatzneubau errichtet werden. Dies sollte früher als ursprünglich geplant erfolgen, nämlich bis spätestens 2020. Bis zur Fertigstellung wurden ersatzweise die beiden benachbarten Autobahnbrücken über den Rhein mit zusätzlichem und umwegigem Schwerverkehr belastet, nämlich die Fleher Brücke in Düsseldorf und die Rodenkirchener Brücke in Köln. Dies führte zu Schäden an der Fleher Brücke, die deswegen von drei auf zwei Fahrstreifen pro Richtung eingeschränkt wurde.

### Schließung und Abbruch
Am 19. Januar 2024 um 22:00 Uhr wurde die Brücke endgültig aus dem Verkehr genommen, um den Verkehr von der alten zum ersten neuen Teilbauwerk der neuen Rheinbrücke umzulegen. Anfang 2024 begann der Abbruch der alten Rheinbrücke, der bis Anfang 2025 dauern soll. Am 17. Juni 2024 wurde die Schrägseilbrücke in der Mitte getrennt. Nach der Rheinbrücke Neuenkamp in Duisburg ist die Brücke somit die zweite Schrägseilbrücke in Deutschland, die zurückgebaut wird.
Beim Abriss des Pylons auf der Kölner Hälfte gab es am 29. August 2024 um 08:10 Uhr einen schweren Unfall, wobei eine Person vor Ort starb und mehrere weitere verletzt wurden.

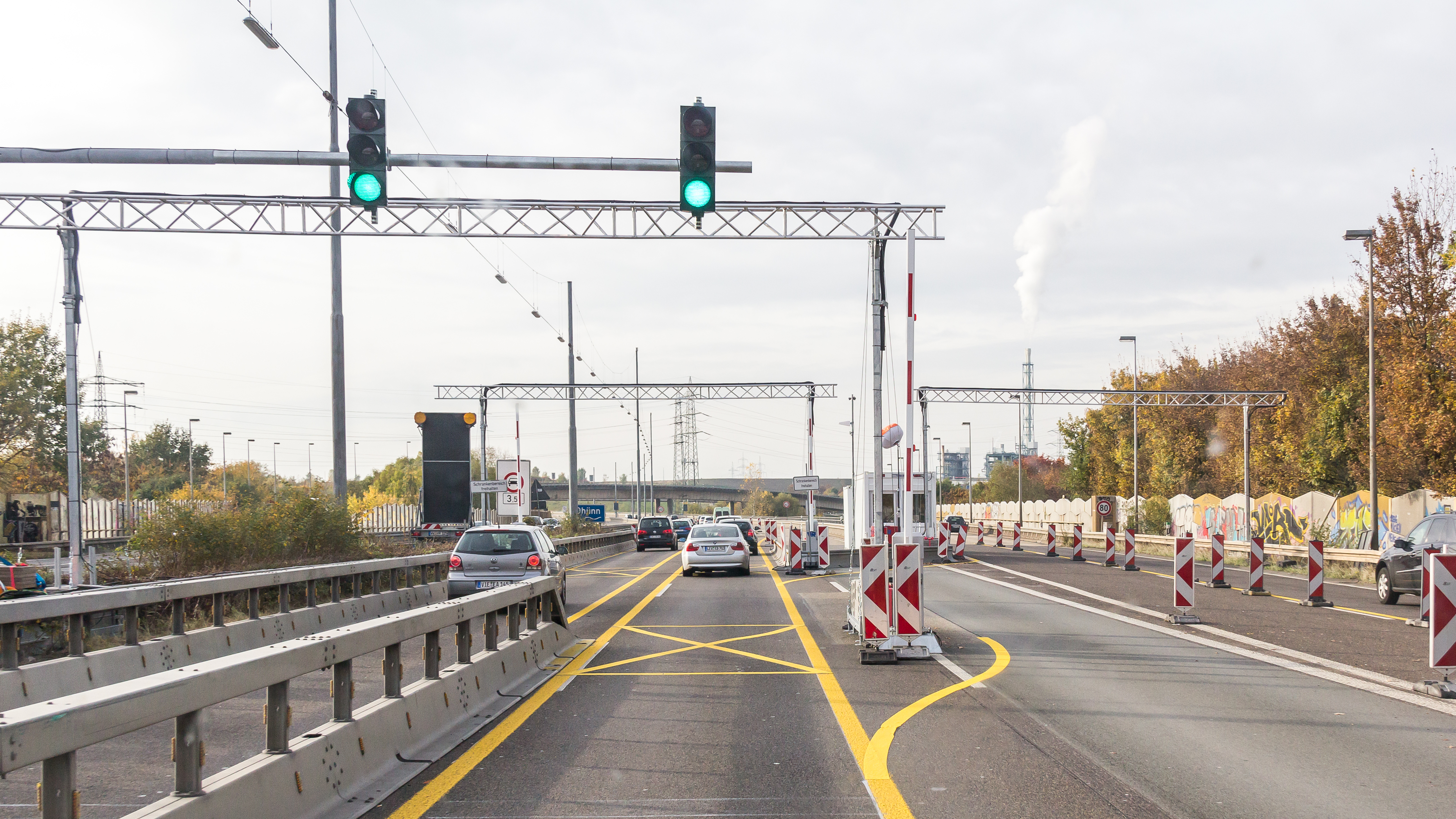
Ampel- und Schrankenanlage auf der Leverkusener Seite der A1 zur Gewährleistung, dass nur PKW bis maximal 3,5 t und 2,3 m Breite die Brücke befahren können.
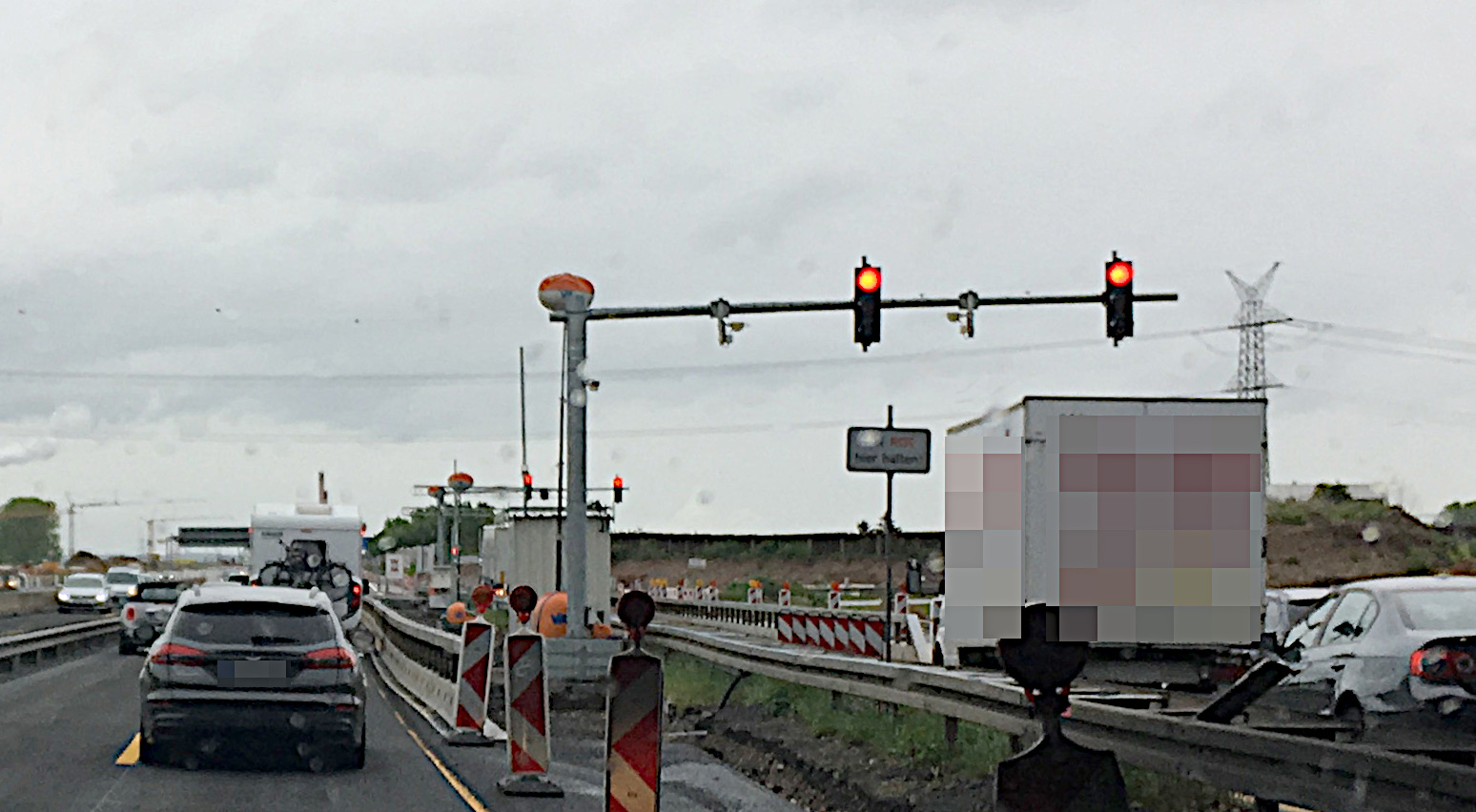
Die Ampel der Zufahrt von der Industriestraße kommend ist auf Rot, da ein LKW die 3,5-Tonnen-Gewichtsbeschränkung ignoriert hat.

## Alternative Tunnelbau?
Parallel zu den Bemühungen, einen Neubau der Brücke voranzutreiben, votierte die Bürgerinitiative LEV muss leben in Leverkusen und im angrenzenden Köln für eine Tunnellösung, da für die von Landesbetrieb Straßenbau NRW geplante Verbreiterung und örtliche Verlegung der neuen Brücke unter anderem die Öffnung der Altlast Dhünnaue nötig ist. Hierbei handelt es sich um eine der größten ungeordneten Deponien Europas, die von 1923 bis 1965 von der Bayer AG angelegt und genutzt wurde.
Die unter LEV muss leben organisierten Bürgerinitiativen aus Leverkusen und Köln warben für eine Kombilösung, die eine erneuerte Rheinbrücke für den regionalen Verkehr (statt einer 10-streifigen Doppelbrücke) mit einem langen Rheintunnel für den überregionalen Verkehr kombinieren sollte. Die Bürgerinitiative wollte Verkehrsflächen in Grünflächen umwandeln und Leverkusen von Lärm und Feinstaub befreien. Die Frage wie mit Gefahrgut beladene LKWs, die nicht durch einen Tunnel und auch nicht durch geschlossene Ortschaften fahren dürfen, den Rhein bei Leverkusen in Zukunft überquert hätten, hat die Bürgerinitiative LEV muss leben nicht beantwortet. Dadurch, dass sich mit dem Planfeststellungsbeschluss für eine Brücke entschieden wurde, sind Pläne für einen Tunnelbau hinfällig geworden.

## Trivia
- Die alte Rheinbrücke Neuenkamp der A 40 in Duisburg aus dem Jahr 1970 war fast baugleich mit der in Leverkusen und wies ähnliche strukturelle Schäden auf.[69]
- Die Sendung mit der Maus begleitet seit dem 3. Januar 2016 in unregelmäßigen Abständen den Neubau der Brücke.[70]
- Am linken Rheinufer befindet sich der Kölner Stadtteil Merkenich, am rechten Rheinufer liegt Leverkusen-Wiesdorf. Da sich die Stadtgrenze in der Strommitte befindet, liegt die Brücke zur Hälfte auf Kölner Stadtgebiet und wird üblicherweise als nördlichste der acht Kölner Rheinbrücken gezählt.